# Không gian và thời gian (triết học)

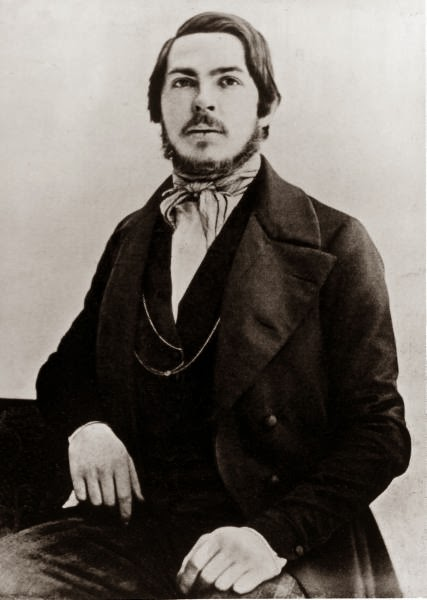
Engels, người đã phân tích và phát triển cặp phạm trù không gian, thời gian

Không gian, thời gian là một cặp phạm trù của triết học Marx-Lenin dùng để chỉ về một hình thức tồn tại của thế giới vật chất (cùng với phạm trù vận động, trong đó không gian chỉ hình thức tồn tại của khách thể vật chất ở ví trí nhất định, kích thước nhất định và ở một khung cảnh nhất định trong tương quan với những khách thể khác. Trong khi đó thời gian chỉ hình thức tồn tại của các khách thể vật chất được biểu hiện ở mức độ lâu dài hay mau chóng (độ dài về mặt thời gian), ở sự kế tiếp trước hay sau của các giai đoạn vận động. Ph.Ăng-ghen đã chỉ rõ phạm vi nghiên cứu của Triết học Mác-Lenin về vấn đề này, theo đó, Không gian và thời gian là không gian và thời gian vật chất. Không có không gian và thời gian thuần túy bên ngoài vật chất và "Dĩ nhiên, cả hai hình thức tồn tại này của vật chất nếu không có vật chất sẽ là hư vô, là những quan niệm trừu tượng trống rỗng tồn tại trong đầu óc của chúng ta".

## Tính chất
- Không gian và thời gian gắn bó mật thiết với nhau và gắn liền với vật chất và là hình thức tồn tại của vật chất. Theo chủ nghĩa Marx - Lenin thì không không có một dạng vật chất nào tồn tại ở bên ngoài không gian và thời gian. Ngược lại, cũng không thể có thời gian và không gian nào ở ngoài vật chất.

| “        | Các hình thức cơ bản của mọi tồn tại là không gian và thời gian. Tồn tại ngoài thời gian thì cũng hết sức vô lý như tồn tại ngoài không gian | ” |
| — Engels | |   |

| “       | Những khái niệm đang phát triển của chúng ta về không gian và thời gian đều phản ánh thời gian và không gian thực tại khách quan | ” |
| — Lenin | |   |

- Tính khách quan: Không gian và thời gian là thuộc tính của vật chất tồn tại gắn liền với nhau và gắn liền với vật chất. Vì vật chất tồn tại khách quan, do đó không gian và thời gian là thuộc tính của nó nên cũng tồn tại khách quan.
- Tính vĩnh cửu vô tận:  Không gian và thời gian không có tận cùng về một phía nào , xét cả về quá khứ lẫn tương lai, cũng như mọi phương vị.
- Không gian luôn có ba chiều (chiều dài, chiều rộng, chiều cao), còn thời gian chỉ có một chiều (từ quá khứ tới tương lai). Không gian và thời gian là một thực thể thống nhất không-thời gian và có số chiều là 4 (3+1)[4]

Cần lưu ý phân biệt với khái niệm "không gian đa chiều" là một khái niệm khoa học tự nhiên dùng để chỉ tập hợp một số đại lượng đặc trưng cho các thuộc tính khác nhau của khách thể nghiên cứu và tuân theo những quy tắc biến đổi nhất định. Đó là một công cụ toán học hỗ trợ dùng trong quá trình nghiên cứu chứ không phải để chỉ không gian thực.